# Victoria Mitchell
Victoria Mitchell, född 25 april 1982, är en friidrottare från Australien. Hon deltog vid olympiska sommarspelen 2008 och olympiska sommarspelen 2016.